# Theeb
Theeb (jordanisch-arabisch ذيب, DMG Ḏīb ‚Wolf‘) ist ein 2014 veröffentlichter, jordanisch-arabischer Spielfilm von Naji Abu Nowar. Er handelt vom jungen Beduinen Theeb, der während des Ersten Weltkriegs im Wadi Rum lebt. Der Film war für verschiedene Filmpreise nominiert, darunter für den Oscar als Bester fremdsprachiger Film. Er gewann mehrere Auszeichnungen, darunter einen British Academy Film Award.

## Inhalt
Theeb vereint mehrere Filmgenres, nach Aussagen des Produktionsleiters Yanal Kassay ist er ein Drama, das sowohl Aspekte eines Western im Mittleren Osten als auch des Coming-of-Age-Films vereint. Die Neue Zürcher Zeitung verwendete die Bezeichnung „Abenteuerfilm“.
Der Film handelt von zwei Söhnen eines Howeitat-Scheichs, Hussein und Theeb, er spielt 1916. Der ältere Hussein wird von Edward, einem Offizier der British Army, für den Transport einer Sendung durch die Wüste zu einem Brunnen nahe einer Station der strategisch wichtigen Hedschasbahn bezahlt. Edward wird von Marji begleitet, seinem indigenen Übersetzer. Stammesmitglieder warnen die Reisenden vor Räubern, die sich in der Gegend aufhalten. Hussein, der eigentlich für seinen kleinen Bruder sorgt, bemerkt nach dem Aufbruch, dass dieser heimlich gefolgt ist. Theeb bleibt dann bei der Gruppe, um Verzögerungen zu vermeiden.
Nach der Ankunft am Brunnen stellen die Reisenden fest, dass dieser durch verwesende Leichen vergiftet ist. Sie bemerken, dass Fremde sie aus der Ferne beobachten und fliehen, später wird ihnen aufgelauert: Der Offizier und sein Übersetzer werden erschossen, in der Nacht darauf stirbt auch Hussein durch angreifende Räuber. Theeb stürzt in den Brunnen, einer der Angreifer schneidet das Seil am Wasser-Eimer durch, doch Theeb kann im Verlaufe des nächsten Tages hinauf klettern.
Einige Zeit später trifft Theeb einen verletzten Mann, der ein Kamel reitet. Die beiden entwickeln eine symbiotische Beziehung: Theeb pflegt die Verletzungen, der Fremde bietet ein Fortbewegungsmittel. Gemeinsam brechen sie Richtung Eisenbahn auf, stehen sich aber weiterhin misstrauisch gegenüber. Der Fremde war Teil der Söldner-Gruppe, die Theebs Bruder erschossen hat. Bei einem Zusammentreffen mit arabische Revolutionären erfährt das ungleiche Paar den Inhalt der ursprünglich transportierten Kiste: Edward transportierte einen Sprengsatz, der die Eisenbahnstation zerstören sollte, um das osmanische Reich zu schädigen. Als Theeb beobachtet, wie der Fremde gestohlenes Gut verkauft, beschließt er, diesen zu erschießen. Nach vollendeter Tat reitet Theeb alleine in die Wüste.

## Produktion
Der Film wurde vollständig in Jordanien gefilmt, im gleichen Teil der Wüste, in dem auch Lawrence von Arabien gedreht wurde. Die konkreten Drehorte waren die Arava, die Wadi Rum und der Ort Daba’a (70 km südlich von Amman).
Der Regisseur Abu Nowar lebte dafür ein Jahr bei Bedouinen, sein Produzent Rupert Lloyd hatte selbst bereits für mehrere Jahre in Jordanien gelebt.

### Besetzung
Theeb wurde, bis auf den britischen Schauspieler Jack Fox, ausschließlich mit Darstellern ohne filmische Vorkenntnisse gedreht.
Die Entscheidung zu Gunsten von Laiendarstellern ergab sich aus der Hoffnung auf authentische Darstellungen vor der Kamera. Zusätzlich hätten professionelle Schauspieler keinesfalls den Dialekt der Stammesmitglieder gesprochen. Auf Grund der konservativen Gesellschaftsstruktur mit klaren Geschlechterrollen konnten keine weiblichen Figuren in den Film eingebracht werden, keine Frau der Bedouine wirkte an dem Film mit.

### Visuelle Effekte
Für die visuellen Effekte des Films wurden Studenten der Academy of Art University in San Francisco engagiert.

## Filmpreise
Theeb ist der erste jordanische Film, der für einen Oscar nominiert wurde. Insgesamt erfolgte bis Januar 2017 die Verleihung von 10 Filmpreisen, bei 14 weiteren Nominierungen:

### Auszeichnungen (Auswahl)
- 2014:
  - „Venice Horizon Award“ für die „Beste Regie“ der Internationalen Filmfestspiele von Venedig
  - „Bestes Debüt als Regisseur“ des Camerimage
  - „FIPRESCI-Preis“ und „New Horizons Competition“ des Abu Dhabi Film Festivals

- 2015:
  - „Forward Future Award“ des Beijing International Film Festivals
  - „Jury-Preis für die beste Cinematographie und künstlerische Leitung“ des Cairo International Film Festivals

- 2016:
  - „BAFTA Film Award“ der British Academy Film Awards 2016 in der Kategorie Beste Nachwuchsleistung

### Nominierungen (Auswahl)
- 2014:
  - „Sutherland Award“ des London Film Festivals
  - „Venice Horizons Award“ der Internationalen Filmfestspiele von Venedig

- 2015:
  - „Golden Space Needle Award“ des Seattle International Film Festivals
  - Publikumspreis des Glasgow Film Festivals

- 2016:
  - „Bester fremdsprachiger Film“ der Oscarverleihung 2016